# Edward Waring
Edward Waring   (Shrewsbury, 1736 - Plealey, 15 d'agost de 1798) va ser un matemàtic anglès.

## Vida
Res es coneix dels seus primers anys de vida. Va ingressar al Magdalene College de la Universitat de Cambridge com becari i es va graduar el 1757 com a Senior wrangler (un dels més alts nivells d'estudis de grau matemàtic a Cambridge). Va ser elegit degà del Magdalene College el 1760, però hi va renunciar per ocupar la càtedra Lucasiana en morir John Colson, càrrec que va exercir fins a la seva mort. No obstant, mai va donar classes; és més, el 1767 es va graduar en medicina i va exercir com a metge en diversos hospitals de Londres, de Cambridge i St. Ives.
Els darrers anys de la seva vida els va passar reclòs amb la seva dona, a la seva propietat de Pontesbury; possiblement embogit.
Va ser elegit membre de la Royal Society el 1763 i condecorat amb la Medalla Copley el 1784.

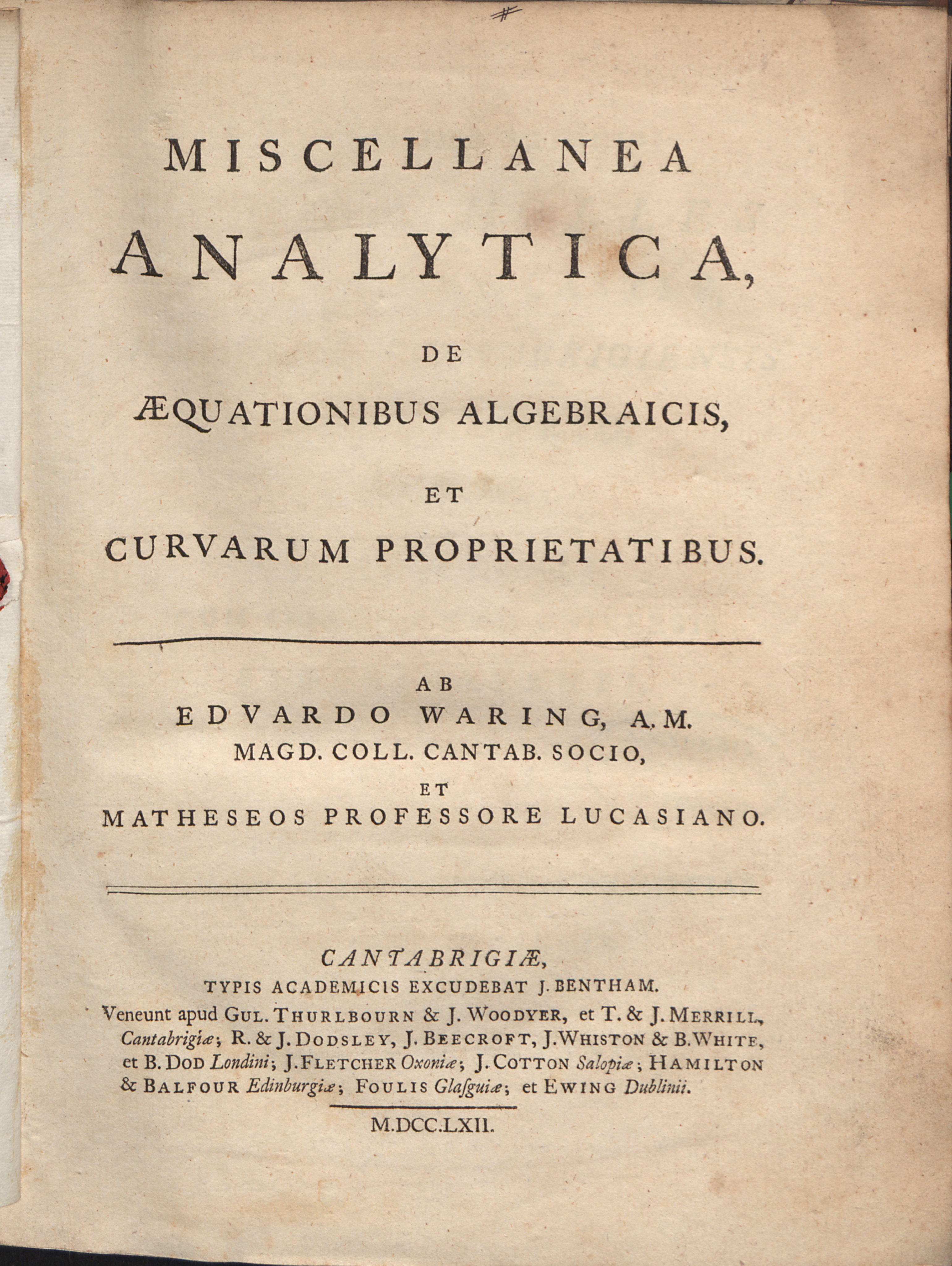
Miscellanea analytica, 1762

## Obra
El 1757 va començar a treballar en la seva obra Miscellanea analytica de aequationibus algebraicis et curvarum proprietatibus, de la que va publicar unes poques còpies del primer capítol, per donar suport a la seva candidatura a la càtedra Lucasiana, molt controvertida per la seva edat (només tenia 23 anys). El llibre complet es va publicar el 1762.
La seva primera meitat, considerablement ampliada, es va tornar a publicar el 1770 amb el títol de Meditationes algebraicae. El llibre és un desordre total: al costat de grans idees, es perd en elucubracions sense sentit; no segueix una notació rigorosa i, a més, el seu llenguatge és obscur en moltes ocasions. El mateix Waring, que en va enviar còpies a d'Alembert, Bèzout, Euler i Lagrange, es queixava el 1783 de no haver rebut resposta de cap d'ells.
En aquest llibre proposava la coneguda com conjectura de Waring, sense demostrar-la. La conjectura no va ser demostrada fins al 1909 per Hilbert i Minkowski.